# Huy Kanthoul
Huy Kanthoul (tiếng Khmer: ហ៊ុយ កន្ធុល; 1 tháng 2 năm 1909 – 13 tháng 9 năm 1991) là chính khách Campuchia.
Ông từng làm Bộ trưởng Bộ Thông tin một thời gian ngắn vào năm 1948. Rồi sau được bổ nhiệm làm Bộ trưởng Bộ Giáo dục từ năm 1948 đến năm 1949. Năm 1951, ông lại giữ chức Bộ trưởng Bộ Giáo dục trong một thời gian ngắn. Ông lên làm Thủ tướng Campuchia từ năm 1951 đến năm 1952.
Sau cuộc đảo chính của Lon Nol năm 1970, Huy Kanthoul bày tỏ sự ủng hộ cuộc đảo chính và được Sihanouk xếp vào một trong những thành viên thuộc "nhóm phản bội Lon Nol". Năm 1975, trước khi Khmer Đỏ tiến vào chiếm đóng Phnôm Pênh, ông kịp thời di tản sang Pháp và sống lưu vong cho đến lúc qua đời tại Paris vào năm 1991.